# Paul Meyer (filólogo)
Paul Meyer, cuyo nombre de nacimiento completo era Marie-Paul-Hyacinthe Meyer, (París, 17 de enero de 1840 - Saint-Mandé, 7 de septiembre de 1917) fue un paleográfo, historiador, filólogo y lingüista francés.

## Biografía
Antiguo alumno del Liceo Louis-le-Grand, Meyer ingresó directamente en la École des Chartes, donde fue alumno de Francis Guessard. Obtuvo su diploma de archivero paleográfico en 1861 con una tesis titulada Recherches sur la langue parlée en Gaule aux temps barbares (Ve-IXe siècle), impartiendo después un curso libre. En 1863, ingresa en la sección de manuscritos de la Biblioteca Nacional bajo cuyo encargo desde entonces fue designado para la realización de varias misiones en Inglaterra a fin de recuperar documentos relativos a la historia literaria francesa.
Habiendo comenzado por el estudio de la antigua literatura occitana antes de realizar una considerable labor en muchas secciones diferentes de la literatura romance, desde 1869 sustituye a Francis Guessard en la cátedra de lenguas romances de la École des Chartes, de la que no llegaría a ser titular hasta 1882. Fue elegido, en 1876, miembro del Collège de France, para la cátedra de lengua y literatura de la Europa meridional, que ocupó hasta 1906. En 1882, se convirtió en director de la École Nationale de Chartes, donde ya era secretario desde 1872; y más tarde, en 1883, fue elegido miembro de la Academia de Inscripciones y Bellas Letras.
Paul Meyer fue considerado en su época una autoridad importante en la lengua francesa y se cuenta, junto a Gaston Paris, entre los «fundadores» de la filología moderna en Francia. Fue, con este último, Charles Morel y Hermann Zotenberg, uno de los fundadores de la Revue critique d'histoire et de littérature (1866-1935). 
En 1872, Gaston Paris y Paul Meyer juntos lanzaron una nueva publicación, Romania (aún activa), que iba a ejercer una gran influencia y gozar de un prestigio internacional en el campo de los estudios. Tres años más tarde, crearon la Sociedad de Antiguos Textos Franceses.
Paul Meyer fue un rotundo defensor de Alfred Dreyfus hasta el punto de comprometerse en agosto de 1898 en favor de la revisión de su proceso. Declaró eficazmente como perito calígrafo para la defensa en el proceso por difamación iniciado contra Émile Zola después de la publicación de su J'accuse.

## Reconocimientos
- Comandante de la Legión de Honor (1907).

## Obras
- Rapports sur les documents manuscrits de l’ancienne littérature de la France conservés dans les bibliothèques de la Grande-Bretagne, 1871;
- Recueil d’anciens textes bas-latins, provençaux et français, 2 parties, 1874-1876;
- Alexandre le Grand dans la littérature française du moyen âge, 2 t., 1886;
- L’Apocalypse en français au XIIIe siècle (Paris ms fr. 403), 1900-1, con Léopold Delisle;

Entre los textos en antiguo francés que publicó para la Sociedad de Antiguos Textos Franceses, la Sociedad de la Historia de Francia e independientemente:
- Aye d’Avignon, 1861, avec Guessard;
- Flamenca, 1865;
- L’Histoire de Guillaume le Maréchal, 3 t., 1892-1902;
- Raoul de Cambrai, 1882, con Auguste Longnon;
- Fragments d’une vie de Saint Thomas de Canterbury, 1885;
- Guillaume de la Barre, Firmin Didot et Cie, 1895.